# Jean-Marc Lalanne
Pour les articles homonymes, voir Lalanne.
Jean-Marc Lalanne (né le 15 mars 1967 à Orthez) est un critique de cinéma français. Il a été directeur de la rédaction des Inrockuptibles de 2019 à octobre 2021,.

## Biographie
Après des études de littérature et de cinéma, il devient critique, en 1993, au Mensuel du cinéma puis aux Cahiers du cinéma au milieu des années 1990.
Il dirige par la suite les pages Culture du magazine Max et travaille comme critique au journal Libération.
Il devient ensuite rédacteur en chef des Cahiers du cinéma de 2001 à la rentrée 2003 et l'un des principaux artisans d'une période de l'histoire de la revue marquée par un intérêt prononcé de la rédaction pour les nouvelles images (clips, publicité, jeux vidéo, télé-réalité, etc.)[réf. nécessaire].
À son départ des Cahiers du cinéma, il rejoint l'hebdomadaire culturel Les Inrockuptibles, également comme rédacteur en chef. Il occupe cette fonction depuis lors, tout en dirigeant les pages cinéma du magazine. Fin décembre 2018, il devient le nouveau directeur de la rédaction du journal après le départ de Pierre Siankowski.
Jean-Marc Lalanne s'exprime régulièrement dans les émissions de cinéma Le Masque et la Plume (France Inter), Le Rendez-vous (France Culture), Le Grand Journal (Canal +) et Le Cercle (Canal+ cinéma). En décembre 2018, il est nommé directeur des Inrockuptibles et a pour mission de « renforcer, tant sur le print que sur le numérique, la ligne éditoriale défricheuse des Inrocks, ligne qui fait de ce média la référence en matière de prescription culturelle ». 
Interrogé sur Europe 1 en juillet 2020, Jean-Marc Lalanne dit regretter la couverture polémique consacrée à Bertrand Cantat et déclare qu'il s'agit d'une « grave erreur ». 
En juin 2021, en proie à une baisse continue de ses ventes et à une vague de licenciements, Les Inrocks bascule au format mensuel. « Il y avait une usure du modèle de l'hebdo, un long déclin progressif des ventes sur plusieurs années. Et il y avait la nécessité de trouver quelque chose qui relance un peu de désir, vraiment à la fois pour ceux qui lisent et pour ceux qui font le journal », justifie Jean-Marc Lalanne dans un entretien à Europe 1. « Ce numéro s'est fait à l'arrache et on a l'impression que ça va être comme ça tous les mois », indique de son côté un élu du personnel à Libération. Interrogé par l'AFP,  un élu syndical déplore quant à lui une « dégradation des conditions de travail ».    
En septembre 2021, il est remplacé à son poste de directeur de la rédaction par Joseph Ghosn dans un contexte de chute accrue des ventes. Il reprend ses fonctions de rédacteur en chef des rubriques cinéma et culture.

## Publications
- Wong Kar-wai, avec Ackbar Abbas, David Martinez et Jimmy Ngai, éditions Dis Voir, 1997
- Fantomas style moderne, avec Philippe Azoury, éditions du Centre Pompidou, 2002
- Cocteau et le cinéma : Désordre, avec Philippe Azoury, éditions des Cahiers du cinéma / Éditions du Centre Pompidou, 2003 (prix Philippe Arnaud)
- Gus Van Sant, avec Stéphane Bouquet, éditions des Cahiers du cinéma, 2009
- Delphine Seyrig, en constructions, éditions Capricci, 2023[9]

## Filmographie
- 1987 : Le Miraculé de Jean-Pierre Mocky : un scout
- 2001 : Hôpital Psychiatrique de Garnison de HPG (court-métrage) : lui-même
- 2008 : Critico de Kleber Mendonça Filho : lui-même
- 2013 : Les Coquillettes de Sophie Letourneur : le copain d'Isabelle
- 2018 : Ad vitam de Thomas Cailley et Sébastien Mounier (série tv) : le sociologue interviewé à la télévision